# Сейко-Мару
Сейко-Мару (Seiko Maru) — судно, яке під час Другої світової війни взяло участь у операціях японських збройних сил на Каролінських островах.
Сейко-Мару спорудили в 1940 році на верфі Harima Zosensho у Айой на замовлення компанії Dairen Kisen.
У якийсь момент судно реквізували для потреб Імперського флоту Японії.
24 липня 1943-го Сейко-Мару вийшло з Йокосуки у складі конвою № 3724, який прямував до атола Трук у центральній частині Каролінських островів (тут ще до війни створили потужну базу японського ВМФ, з якої до лютого 1944-го провадились операції в низці архіпелагів). 1 серпня в районі за чотири з половиною сотні кілометрів на північний схід від пункту призначення Сейко-Мару провадило порятунок людей з потопленого підводним човном транспорту Могамігава-Мару. У цей момент інший підводний човен USS Steelhead торпедував саме Сейко-Мару. Втім, судно перевозило вантаж лісу, що допомогло йому втриматись на воді та прибути 2 серпня на Трук.
17 лютого 1944-го Сейко-Мару перебувало на Труці, який цього дня став ціллю для американського авіаносного угруповання (операція «Хейлстоун»), що змогло знищити кілька бойових кораблів та близько трьох десятків інших суден. Літаки з авіаносця USS Enterprise уразили «Сейко-Мару» двома бомбами, що призвело до потужної детонації та великих руйнувань. Тієї ж доби до них додалась 227-кг бомба, скинута пілотом з USS Essex. Судно певний час трималося на воді, проте 19 лютого все-таки затонуло. Втрати екіпажу під час описаних подій становили лише одну особу.
Рештки «Сенко-Мару» лежать на глибині від 36 до 56 метрів. Дайвери, що спускались до них, виявили тут польову гармату та торпеди.